# Europaparlamentets utskott för regional utveckling
Europaparlamentets utskott för regional utveckling (engelska: European Parliament Committee on Regional Development, REGI) är ett av Europaparlamentets 20 ständiga utskott för att bereda ärenden i parlamentet. 
Utskottets nuvarande ordförande, vald den 10 juli 2019, är den franske Europaparlamentsledamoten Younous Omarjee (GUE/NGL).
Utskottet behandlar Europeiska unionens regionalpolitik, särskilt användningen av medel från Europeiska regionala utvecklingsfonden, Sammanhållningsfonden och andra regionalpolitiska instrument i unionen.

## Presidium
| Namn                     | Funktion i utskottet | Land      | Grupp   | Bild |
| ------------------------ | -------------------- | --------- | ------- | ---- |
| Younous Omarjee          | Ordförande           | Frankrike | GUE/NGL |      |
| Krzysztof Hetman         | Viceordförande       | Polen     | EPP     |      |
| Cristian Ghinea          | Viceordförande       | Rumänien  | RE      |      |
| Adrian-Dragoş Benea      | Viceordförande       | Rumänien  | S&D     |      |
| Isabel Benjumea Benjumea | Viceordförande       | Spanien   | EPP     |      |